# Antonino Varvaro
Antonino Varvaro, né à Partinico le 25 octobre 1892, mort à Milan le 9 août 1972, est un homme politique italien, membre du Mouvement pour l'indépendance de la Sicile (MIS).

## Biographie
Diplômé en droit, Antonino Varvaro est avocat pénaliste.
Il combat le régime fasciste comme avocat et au sein du groupe Sicilia e libertà d'Antonio Canepa. En 1943, il s'engage pour l'indépendance de la Sicile et participe à la création du Mouvement pour l'indépendance de la Sicile dont il est secrétaire général au côté d'Andrea Finocchiaro Aprile. Il représente l'aile gauche du parti, considérant que l'indépendance permettrait de rebâtir des structures économiques et sociales plus justes. Il s'y oppose aux représentant de l'aristocratie conservatrice agraire, tel que les barons La Motta et Tasca ainsi qu'aux actions de guérillas menées par la branche armée du mouvement, l'EVIS, qui recrute le bandit Salvatore Giuliano, dont il a été l'avocat.
Il est membre de l'Assemblée constituante de la République italienne.
Il rompt avec le MIS qui tente de s'allier aux monarchistes lors du référendum institutionnel de juin 1946 et il crée le Mouvement indépendantiste démocratique républicain.
Lors des Élections régionales de 1951 en Sicile, il est élu avec le Bloc du Peuple. Il est réélu aux élections régionales de 1955, de 1959 et de 1963, et siège dans le groupe communiste. Il soutient l'expérience milazziste en 1958.
Il est membre du Conseil mondial des partisans de la paix.
Après la fin de sa carrière politique, il poursuit son activité d'avocat jusqu'à sa mort à Milan.